# Autosan A0808MN
Autosan A0808MN Sancity – niskowejściowy autobus miejski klasy midi produkowany od jesieni 2008 do połowy 2009 roku w Sanoku przez firmę Autosan. Jego poprzednikiem produkowanym z wykorzystaniem podwozia firmy Autosan był model Jelcz M083C Libero, a następcami są nieco zmodernizowane modele Autosan M09LE Sancity i Autosan Sancity 9LE. A0808MN Sancity oraz jego późniejsze wersje przeznaczone są do przewozów na liniach miejskich i trasach podmiejskich o niewielkim obciążeniu.

## Historia autobusu

### Prototypy
Jego korzenie sięgają 2000 roku, kiedy podczas Międzynarodowych Targów Poznańskich firma Autosan zaprezentowała prototyp niskowejściowego autobusu miejskiego Autosan A613MN Mini, zbudowanego na bazie podwozia Csepel 613.04 (stąd jego nazwa). Był to pierwszy autobus niskowejściowy firmy Autosan. Nadwozie wyposażono w otwierane do środka drzwi w układzie 1-2-0. Autobus napędzał 4-cylindrowy silnik Cummins B 135-20 Euro 2 o pojemności 5,9 dm³ i mocy maksymalnej 100 kW (136 KM), zblokowany z 6-biegową manualną skrzynią biegów ZF 6S-36. Miał on długość 7850 mm, szerokość 2400 mm i wysokość 2630 mm. Konstrukcję nośną nadwozia zbudowano ze stalowych rur o przekroju zamkniętym łączonych ze sobą poprzez spawanie. Dach i ściany boczne wykonano z aluminium, a ściany przednią i tylną z tworzyw sztucznych.
Wykonano 4 prototypy takich autobusów, z które trafiły m.in. do PKS Bydgoszcz.
Autobus cieszył się dużym zainteresowaniem potencjalnych nabywców, lecz kłopoty firmy Csepel – dostarczającej podwozia tych autobusów spowodowały, że Autosan musiał oprzeć autobus o inne podwozie. Rozważano współpracę z turecką firmą „BMC”, lecz ostatecznie Autosan postanowił opracować własne podwozie do tego modelu.
Zmodernizowany pojazd można było zobaczyć podczas Wystawy Komunikacji Miejskiej w Łodzi w 2002 r., już jako Autosan A0808MN Koliber. Od poprzedniego modelu różnił się on innym wyglądem ściany przedniej oraz zwiększonym o 150 mm rozstawem osi. Długość wynosiła 8000 mm. Zastosowano 4-cylindrowy silnik Cummins ISBe-150 31 Euro 3 o mocy maksymalnej 110 kW (149 KM), współpracujący z mechaniczną, 6-stopniową skrzynią biegów ZF 6S-890. Stylizację wykonała sanocka firma projektowa Apis Atelier.
Wykonano 2 prototypowe egzemplarze tego autobusu, z czego jeden trafił w 2004 roku do MPK Opoczno. Także i ten model nie wszedł do produkcji.
Po utworzeniu firmy Polskie Autobusy, koordynującej rozwój firm i sprzedaż autobusów marek Autosan i Jelcz, w 2002 roku podjęto decyzję o specjalizacji w produkcji. W jej ramach produkcję autobusów miejskich, z nielicznymi wyjątkami dla miejskich odmian najmniejszych autobusów serii H7, przeniesiono do firmy Jelcz. Ze względu na kłopoty finansowe firmy Jelcz, prototyp autobusu Jelcz M083C Libero powstał dopiero w 2006 roku. W 2007 roku zaprezentowano seryjną wersję tego modelu, a w 2008 roku rozpoczęto jego produkcję. Bazował on na podwoziu autobusu Autosan A0808T Gemini produkowanym w Sanoku.

### Modele seryjne

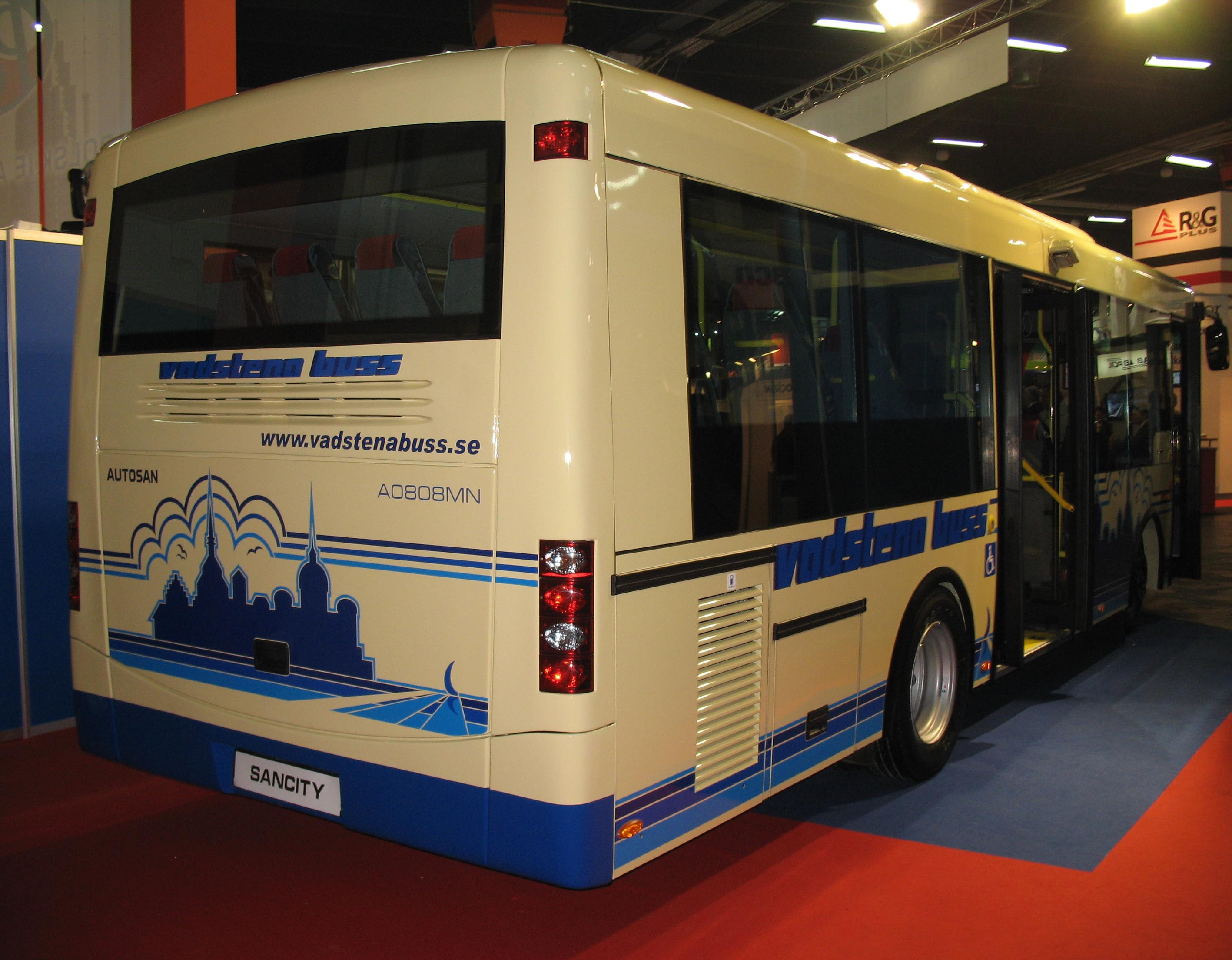
Autosan A0808MN Sancity – tył pojazdu

W październiku 2008 roku wraz z ogłoszeniem upadłości zakładów Jelcz produkcję tego modelu przejął Autosan (gdyż właścicielem praw do tej konstrukcji jest spółka Polskie Autobusy). Pojazd ten obecnie nosi nazwę Autosan A0808MN Sancity (oznaczenie fabryczne A0808MN.04.01) i został przedstawiony na kieleckich targach Transexpo 2008. W Sanoku w 2008 roku zbudowano co najmniej jeden egzemplarz tego autobusu, który nie posiada większych różnic stylistycznych w stosunku do Jelcza M083C. Autobus ten trafił do szwedzkiego odbiorcy. Produkcja seryjna modelu Autosan A0808MN Sancity rozpoczęta została pod koniec 2008 roku.
Konstrukcję podwozia modelu „Sancity” stanowi rama podłużnicowo-kratownicowa, połączona integralnie z nadwoziem. Konstrukcja nadwozia powstaje z nierdzewnych rur stalowych, łączonych ze sobą poprzez spawanie. Poszycie zewnętrzne stanowią blachy nierdzewne oraz tworzywa sztuczne w ścianie przedniej i tylnej, klejone do szkieletu. Klapy boczne oraz tylną wykonano z aluminium. W „Sancity” istnieje możliwość zastosowania m.in. klimatyzacji i monitoringu przedziału pasażerskiego.
Przednia oś portalowa firmy LAF została zawieszona na dwóch miechach pneumatycznych, dwóch amortyzatorach uzupełnionych stabilizatorem przechyłu. Tylny most napędowy firmy Meritor został zawieszony na czterech miechach pneumatycznych, czterech amortyzatorach wraz ze stabilizatorem przechyłu.
Do napędu modelu A0808MN.04.01 przewidziano silnik Cummins ISBe4 160B Euro 4 o mocy maksymalnej 118 kW (160 KM) osiąganej przy 2500 obr./min. Jednostka ta zblokowana jest z 6-biegową manualną skrzynią ZF 6S-700BO lub w wyposażeniu opcjonalnym z 6-biegową skrzynią automatyczną Allison T280R. W I kwartale 2009 roku do oferty dołączyła odmiana A0808MN.05.01 wyposażona w spełniający normę czystości spalin Euro 5, silnik Cummins ISB4.5e5 185B o mocy maksymalnej 136 kW (185 KM), który współpracuje z 6-biegową manualną skrzynią ZF 6S-1010BO lub podobnie jak wersja z silnikiem Euro 4 z automatyczną przekładnią Allison T280R.
Podczas wystawy komunikacyjnej w Łodzi w ramach konkursu Złote Koła Komunikacji Miejskiej 20 września 2000 model Autosan A613MN otrzymał wyróżnienie „Złote Koła”.
Szacowany przez firmę Jelcz popyt krajowy na „Libero” wynosił około 50 sztuk rocznie. Sprzedaż w 2008 roku nowych egzemplarzy wyniosła 44 szt. (z prototypowymi modelami testowymi z lat 2006–2007 – 46 szt.), mimo bankructwa firmy Jelcz w październiku 2008 roku. Podobny poziom sprzedaży zakładała firma Autosan z modelem „Sancity”. Autobusy niskowejściowe są również popularne na rynku Szwedzkim i Słowackim, gdzie Autosan eksportuje swoje pojazdy.
W 2009 roku rozpoczęto produkcję modelu A0808MN wyposażonego w instalację elektryczną w całości opartą na magistrali CAN. Pierwszy tak zmodernizowany egzemplarz trafił do MZK Kutno.

## Wersje autobusów serii A0808MN Sancity
- A0808MN.04.01 – wersja wyposażona w silnik Cummins ISBe4 160B Euro 4.
- A0808MN.05.01 – wersja wyposażona w silnik Cummins ISB4.5e5 185B Euro 5.

## Autosan M09LE Sancity / Autosan Sancity 9LE

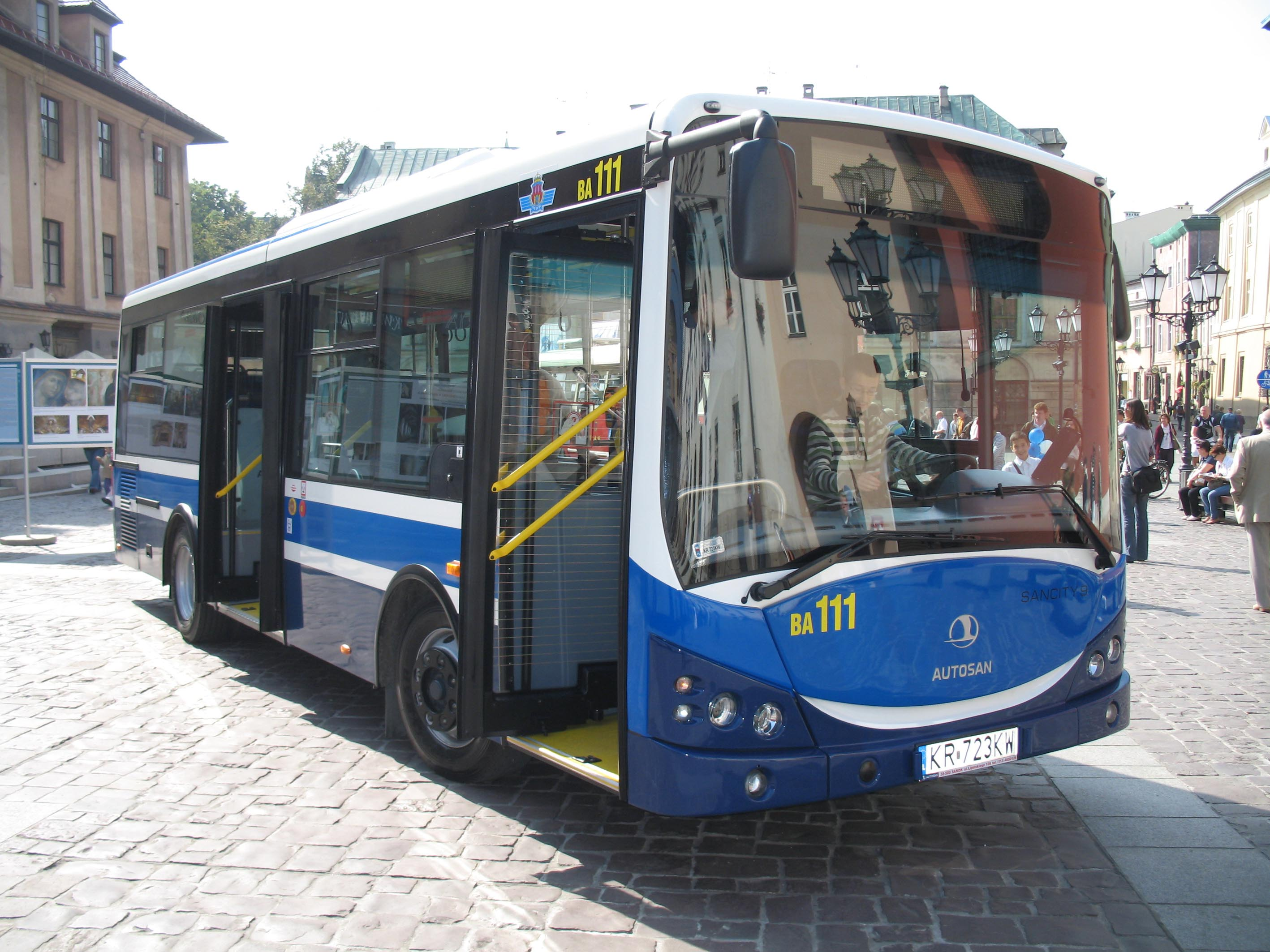
Autosan M09LE Sancity z MPK Kraków na Małym Rynku w Krakowie

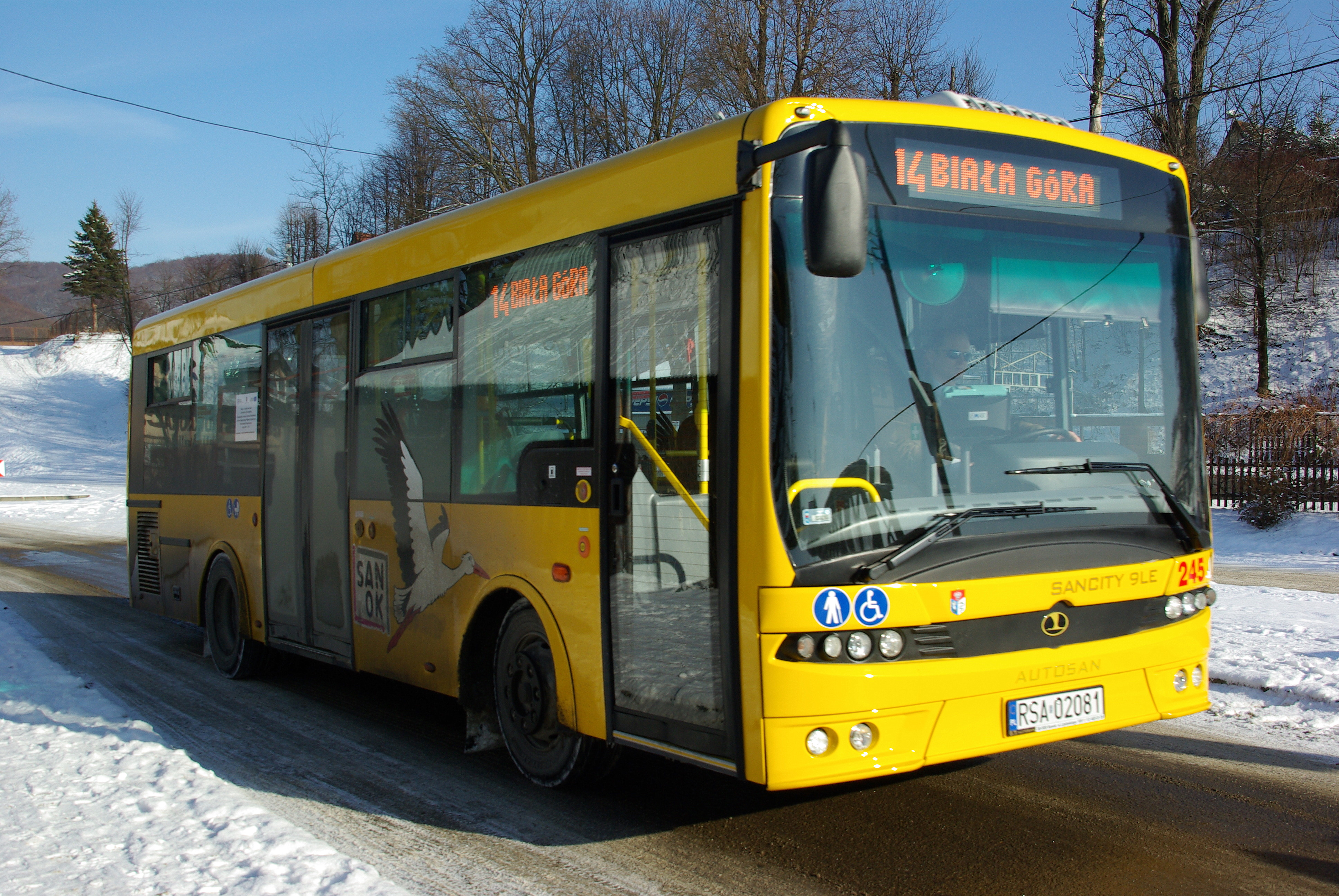
Autosan Sancity 9LE z MKS Sanok

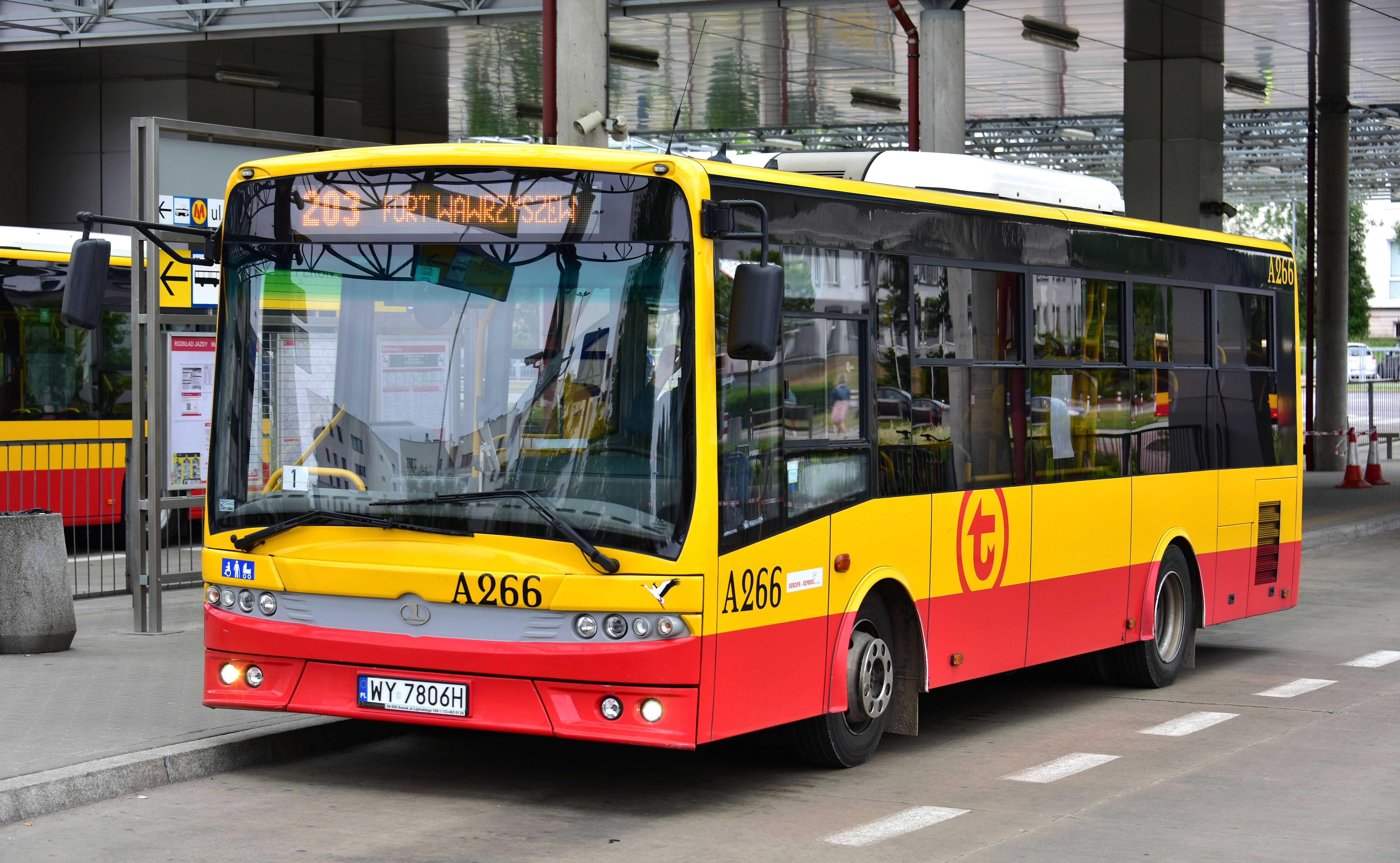
Autosan Sancity 9LE na węźle komunikacyjnym przy stacji metra Młociny w Warszawie

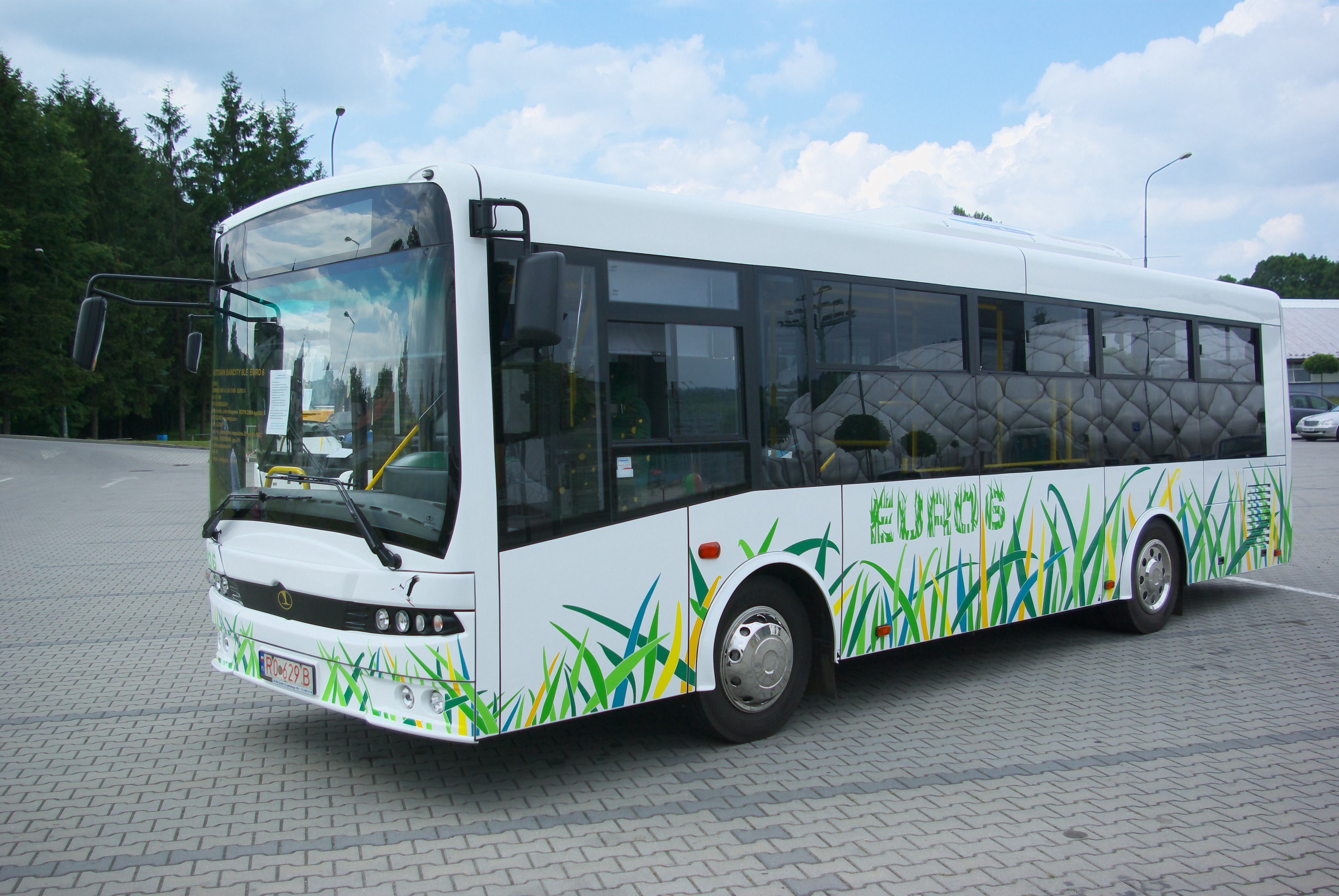
Autosan Sancity 9LE Euro 6 wystawiony przy Arenie Sanok

W II kwartale 2009 roku, przy okazji homologacji autobusu z silnikiem spełniającym normę Euro 5 zmieniono nazwę tego modelu na Autosan M09LE Sancity. Czasem jest on nazywany Sancity 9. Wprowadzono wówczas deskę rozdzielczą Siemens VDO oraz sterowanie manualnej skrzyni biegów ZF 6S-1010BO za pomocą joysticka w miejsce dotychczasowego długiego drążka. Zmiany objęły również układ jezdny, gdzie zastosowano nowy most napędowy firmy DANA. 16 września 2009 roku na targach Transexpo 2009 w Kielcach zaprezentowano wersję modelu M09LE Sancity wyposażoną w silnik Cummins ISB4.5EV 185B spełniający normę czystości spalin EEV. W październiku 2010 roku zmieniono oznaczenie tego modelu na Autosan Sancity 9LE oraz przeprowadzono modernizację, polegającą na zastosowaniu nowego wzoru ściany czołowej oraz tylnej. Zmiany te mają na celu unifikację stylistyki z większymi autobusami serii Autosan Sancity 12Lx. Pierwszymi odbiorcami zmodernizowanych pojazdów są przedsiębiorstwa ZMKS Jasło oraz MKS Sanok. W tym samym okresie wprowadzono do oferty wersję o układzie drzwi 1-1-0, stworzoną w celu spełnienia oczekiwań odbiorców ze Szwecji, obsługujących linie podmiejskie i lokalne.
Wyposażenie dodatkowe modelu Sancity 9LE obejmuje: klimatyzator stanowiska kierowcy, podgrzewany fotel kierowcy, układ uzupełniania oleju, układ centralnego smarowania, system monitorowania ciśnienia i temperatury w oponach, automatyczny system gaszenia pożaru w komorze silnika, inteligentny ogranicznik prędkości, system monitorowania przestrzeni pasażerskiej, system zapowiedzi głosowych, system zliczania pasażerów, automat biletowy, stolik do montażu kasy fiskalnej, WiFi, zestaw informacyjnych tablic diodowych i kasowników, poręcze chromoniklowe, alkomat, immobilizer, automatyczne światła mijania, system odzyskiwania energii (rekuperacja), system liczenia pasażerów i instalację gaśniczą komory silnika.
17 września 2013 podczas targów Transexpo 2013 zaprezentowano model Sancity 9LE wyposażony w spełniający wymagania normy emisji spalin Euro 6 silnik Cummins ISB4.5E6 210B o mocy maksymalnej 154 kW (210 KM).

## Użytkownicy modelu
Prototypy są obecnie eksploatowane przez następujące przedsiębiorstwa:
| Państwo | Miasto    | Operator | Model                   | Rok produkcji | Liczba |
| ------- | --------- | -------- | ----------------------- | ------------- | ------ |
| Polska  | Bydgoszcz | PKS      | Autosan A613MN Mini     | 2000 2003     | 2      |
| Polska  | Opoczno   | MPK      | Autosan A0808MN Koliber | 2002          | 1      |
| Polska  | Radom     | PPKS     | Autosan A613MN Mini     | 2000          | 1      |
| Suma    | Suma      | Suma     | Suma                    | Suma          | 4      |

Modele seryjne są obecnie eksploatowane przez następujące przedsiębiorstwa:
| Państwo  | Miasto              | Operator            | Model                                               | Rok produkcji                | Liczba |
| -------- | ------------------- | ------------------- | --------------------------------------------------- | ---------------------------- | ------ |
| Islandia | Brak danych         | Brak danych         | Autosan M09LE Sancity                               | 2010                         | 1      |
| Polska   | Bielsko-Biała       | Starostwo powiatowe | Autosan Sancity 9LE                                 | 2011                         | 12     |
| Polska   | Brodnica            | PGK                 | Autosan M09LE Sancity                               | 2009                         | 1      |
| Polska   | Ciechanów           | ZKM                 | Autosan A0808MN.04.01 Sancity Autosan M09LE Sancity | 2013-2016                    | 11     |
| Polska   | Elbląg              | PKS                 | Autosan M09LE Sancity Autosan Sancity 9LE           | 2010-2011                    | 2      |
| Polska   | Grodzisk Mazowiecki | PKS                 | Autosan M09LE Sancity Autosan Sancity 9LE           | 2009 2011                    | 4      |
| Polska   | Jasło               | ZMKS                | Autosan Sancity 9LE                                 | 2010                         | 2      |
| Polska   | Kraków              | MPK                 | Autosan M09LE Sancity, Autosan Sancity 9LE          | 2009-2010, 2016, 2018, 2020, | 36     |
| Polska   | Kraśnik             | MPK                 | Autosan Sancity 9LE                                 | 2011                         | 1      |
| Polska   | Krosno              | MKS                 | Autosan Sancity 9LE                                 | 2010-2015                    | 13     |
| Polska   | Kutno               | MZK                 | Autosan A0808MN.04.01 Sancity Autosan M09LE Sancity | 2009-2010                    | 2      |
| Polska   | Lublin              | MPK                 | Autosan Sancity 9 LE                                | 2012                         | 20     |
| Polska   | Mielec              | MKS                 | Autosan Sancity 9LE                                 | 2017                         | 2      |
| Polska   | Nowy Sącz           | MPK                 | Autosan Sancity 9LE                                 | 2011                         | 10     |
| Polska   | Nowy Targ           | MZK                 | Autosan Sancity 9LE                                 | 2010                         | 9      |
| Polska   | Sandomierz          | ZKM                 | Autosan Sancity 9LE                                 | 2012                         | 6      |
| Polska   | Sanok               | Autosan             | Autosan M09LE Sancity                               | 2009                         | 1      |
| Polska   | Sanok               | MKS                 | Autosan Sancity 9LE                                 | 2010                         | 2      |
| Polska   | Sochaczew           | ZKM                 | Autosan M09LE Sancity                               | 2009                         | 1      |
| Polska   | Szczytno            | ZKM                 | Autosan Sancity 9LE                                 | 2012/13                      | 1      |
| Polska   | Świdnica            | MPK                 | Autosan A0808MN.04.01 Sancity Autosan Sancity 9LE   | 2009 2011                    | 3      |
| Polska   | Tarnobrzeg          | MKS                 | Autosan Sancity 9LE                                 | 2010                         | 1      |
| Polska   | Żagań               | MZK                 | Autosan Sancity 9LE                                 | 2011-2012                    | 3      |
| Polska   | Żary                | PKS                 | Autosan M09LE Sancity                               | 2009                         | 2      |
| Szwecja  | Kalmar              | Bergkvarabuss       | Autosan M09LE Sancity                               | 2010                         | 3      |
| Szwecja  | Vadstena            | Vadstena Buss       | Autosan A0808MN.04.01 Sancity                       | 2008                         | 1      |
| Szwecja  | Vanersborg          | VL-Buss             | Autosan A0808MN.05.01 Sancity                       | 2009                         | 1      |
| Włochy   | Brak danych         | Brak danych         | Autosan M09LE Sancity Autosan Sancity 9LE           | 2009-2010                    | 5      |
| Suma     | Suma                | Suma                | Suma                                                | Suma                         | 156    |